# Лунино (Смоленская область)
Лунино — деревня в Краснинском районе Смоленской области России. Входит в состав Малеевского сельского поселения.
Расположена в западной части области в 5 км к юго-востоку от Красного, в 7 км южнее автодороги Р135 (Смоленск — Красный — Гусино), на левом берегу реки Лосвина (правом притоке реки Лосвинка). В 23 км северо-западнее деревни расположена железнодорожная станция Гусино на линии Москва — Минск. Неподалёку расположены ещё несколько деревень, из которых ближайшие: на юго-востоке — Хильчицы, на юге — Малеево, на юго-западе — Сидоровичи.
От асфальтовой дороги между посёлком городского типа Красным и деревней Сусловичи к деревне Лунино ведёт автомобильная дорога из бетонных плит.

## История
В годы Великой Отечественной войны деревня была оккупирована гитлеровскими войсками в июле 1941 года, освобождена в сентябре 1943 года.
Две молочные фермы с загонами были заброшены людьми в 90-х годах XX века.

## Население
Численность постоянного населения деревни с начала 90-х годов XX века падает. 7 жителей было в 2007 году, и уже около 4 человек зарегистрировано (проживает постоянно) в 2011 году. В тёплый период года в деревне проживает несколько дачников.

## Достопримечательности
- Маленький пруд.
- Родник.
- На вершине водонапорной башни располагается большое гнездо белых аистов, в котором почти каждой весной поселяется пара птиц и выращивает потомство.